# Liste von Persönlichkeiten aus Blevio
Diese Liste enthält in Blevio geborene Persönlichkeiten und solche, die in Blevio ihren Wirkungskreis hatten, ohne dort geboren zu sein. Die Liste erhebt keinen Anspruch auf Vollständigkeit.

## Persönlichkeiten
- Künstlerfamilie Artaria
  - Giovanni Casimiro Artaria (* 1725 in Blevio; † 1797 in Wien), Kunsthändler[1]
  - Francesco Artaria (* um 1744 in Blevio; † 1808 in Wien), Kunsthändler, Verleger[2]
  - Carlo Artaria (* 1747 in Blevio; † 1808 in Wien), Musikverleger[3]
  - Domenico Artaria (* 22. Mai 1765 in Blevio; † 2. Januar 1823 in Mannheim), Sohn des Giovanni Casimiro, Musikverleger[4]
  - Domenico Artaria (* 20. November 1775 in Blevio; † 5. Juli 1842 in Wien), Sohn des Francesco, Musikverleger gründete mit seinem Vetter Francesco 1760 in Wien ein Druck- und Verlagshaus[5]
  - Giovanni Maria Artaria (* 1786 in Blevio; †? in Wien?), Sohn des Francesco[6]
  - Karl Artaria (* 17. Juni, 1792 in Mannheim; † 15. Januar 1866 ebenda), Sohn des Domenico, gründete ein Druck- und Verlagshaus in Wien, Radier, Aquarellist, Grafiker[7][8]
  - Matthias Artaria (* 1793 in Wien; † 1835 ebenda), Sohn des Domenico, Musikverleger[9]
  - Philipp Artaria (* 1801 in Mannheim; † 1878 ebenda), Kaufmann[10]
  - August Artaria (* 1807 in Wien; † 14. Dezember 1893 in Graz), Verleg, Kunstsammler[11]
  - Claudio Artaria (* 16. Februar 1810 in Blevio; † Februar 1862 in Wien), ein Italienischer Kupferstecher[12]
  - Rodolfo Artaria (* 1812 in Blevio; † 1836 in Mannheim), Bruder des Claudio, ein Italienischer Radierer[13]
  - Matthias Artaria (* 19. Juni 1814 in Mannheim; † 8. Februar 1885 ebenda), Sohn des Karl, Kaufmann und Maler[14]

- Giuditta Pasta, geborene Negri (* 9. April 1798 in Saronno; † 1. April 1865 in Blevio), eine italienische Opernsängerin, erst Mezzosopran, dann Sopran.
- Adelaide Ristori (* 26. Januar 1818 oder 29. Januar 1822 in Cividale del Friuli, Friaul; † 8. Oktober 1906 in Turin), eine italienische Schauspielerin.
- Arturo Martini (* 11. August 1889 in Treviso; † 22. März 1947 in Mailand), ein italienischer Bildhauer.
- Marie Taglioni die Ältere (* 23. April 1804 in Stockholm; † 22. April 1884 in Marseille), eine italienische Tänzerin.
- Enrico Caronti (* 28. Oktober 1901 in Blevio; † 23. Dezember 1944 in Menaggio), genannt Romolo, Partisan, Kommunist, politischer Kommissar der 52ma Brigata Garibaldi „Luigi Clerici“. Erschossen.